# Kanton Bierné
Der Kanton Bierné war von 1801 bis 2015 ein französischer Kanton im Arrondissement Château-Gontier, im Département Mayenne und in der Region Pays de la Loire; sein Hauptort war Bierné.

## Geografie
Der Kanton Bierné lag im Mittel 65 Meter über dem Meeresspiegel, zwischen 19 Meter in Daon und 116 Meter in Longuefuye. Er lag ganz im Südosten des Départements Mayenne und grenzte an die Départements Maine-et-Loire im Süden und Sarthe im Osten. Seine Nachbarkantone waren Château-Gontier-Est im Westen und Grez-en-Bouère im Norden.

## Gemeinden
Der Kanton bestand aus zehn Gemeinden:
| Gemeinde                   | Einwohner Jahr | Fläche km² | Bevölkerungsdichte | Code INSEE | Postleitzahl |
| -------------------------- | -------------- | ---------- | ------------------ | ---------- | ------------ |
| Argenton-Notre-Dame        | 213 (2013)     | 6,77       | 31 Einw./km²       | 53006      | 53290        |
| Bierné                     | 678 (2013)     | 24,15      | 28 Einw./km²       | 53029      | 53290        |
| Châtelain                  | 499 (2013)     | 13,91      | 36 Einw./km²       | 53063      | 53200        |
| Coudray                    | 886 (2013)     | 11,01      | 80 Einw./km²       | 53078      | 53200        |
| Daon                       | 471 (2013)     | 17,93      | 26 Einw./km²       | 53089      | 53200        |
| Gennes-sur-Glaize          | 986 (2013)     | 25,97      | 38 Einw./km²       | 53104      | 53200        |
| Longuefuye                 | 339 (2013)     | 14,32      | 24 Einw./km²       | 53138      | 53200        |
| Saint-Denis-d’Anjou        | 1.549 (2013)   | 41,89      | 37 Einw./km²       | 53210      | 53290        |
| Saint-Laurent-des-Mortiers | 196 (2013)     | 10,06      | 19 Einw./km²       | 53231      | 53290        |
| Saint-Michel-de-Feins      | 184 (2013)     | 6,75       | 27 Einw./km²       | 53241      | 53290        |

## Bevölkerungsentwicklung
| 1962  | 1968  | 1975  | 1982  | 1990  | 1999  | 2006  | 2012  |
| ----- | ----- | ----- | ----- | ----- | ----- | ----- | ----- |
| 5.476 | 5.160 | 4.774 | 4.624 | 4.782 | 5.023 | 5.690 | 5.964 |